# راکبر
راکبر (به انگلیسی: Rockbeare) یک روستا و محله مدنی در بریتانیا است که در East Devon واقع شده‌است. راکبر ۹۱۴ نفر جمعیت دارد.